# Rulleben
Rullebenet (talus i medicinsk fagsprog) er en af knoglerne i fodroden. Det forbinder underbenets knogler med de øvrige fodrodsknogler, men har ingen muskler tilhæftet.
Øverst er rullebenet forbundet med skinneben og lægben gennem det øvre ankelled (articulatio talocruralis) som er et hængselled med et bevægelsesomfang på ca. 80°. På undersiden er der 3 flader som ligger op ad hælbenet og overfører vægt til dette. Fortil er rullebenet forbundet med hælbenet og bådbenet gennem det nedre ankelled (subtalarleddet, articulatio subtalaris), som er et drejeled med et bevægeomfang på ca. 50°. Tilsammen muliggør ankelleddene at foden kan bevæge sig i alle retninger, så den kan tilpasse sig underlagets hældning.
- Rullebenet set fra forskellige retninger